# ТЕС Бовін
13°5′11″ пн. ш. 101°5′9″ сх. д. / 13.08639° пн. ш. 101.08583° сх. д.
ТЕС Бовін (Glow IPP) – теплова електростанція у Таїланді в провінції Чонбурі.
В 2003 році на майданчику станції стали до ладу два однотипні парогазові блоки потужністю по 357 МВт, в кожному з яких одна газова турбіна живить через котел-утилізатор одну парову турбіну.
Як паливо ТЕС використовує природний газ (її майданчик знаходиться поблизу від газотранспортного коридору Районг – Бангпаконг).
Видача продукції відбувається по ЛЕП, розрахованій на роботу під напругою 230 кВ.
Проект реалізували через компанію Glow IPP, головним власником якої з часткою у 95% є Global Power Synergy Public Company Limited (GPSC, електроенергетичний підрозділ тайського державного нафтогазового концерну PTT). Ще 5% участі має WHA Utilities & Power Public, яка опікується індустріальним парком WHA Chonburi Industrial Estate 1, де знаходиться майданчик станції.